# Андийци
Андийците (на руски: андийцы) са хора, населяващи Дагестан, Русия. Техните територии са включени в Бокликския район, който е част от Западен Дагестан. Техни съседи на север са чеченците, а на юг малки етнически групи, говорещи андийски диалекти и аварците. Главните територии, в които има андийдки селища, граничат с обширна долина граничеща с хребета Анди. Снеговете покриващи стръмните хребети на север, влияят на климата на Андия, като я предпазват от студени ветрове. В миналото достъпа до Андия бил труден: пътищата свързващи я с останалия свят били пазени на юг от кулата Минин, а на север от крепостта Бутсурка. В настоящето всички андийски села са свързани с автомобилни пътища.

## Население
През 1938 г. андийците наброявали 9750 души. До 1990 г. населението нараства до 10 600. Гъстота на селищата им е 39 – 40 души/м2. Половината от андийците са емигрирали в дагестанските низини. Макар че те се броят за отделна народност от 1926 г., андийците заедно с още седем други малки общности, говорещи езици близки до андийския са били броени за аварци в повечето неотдавнашни съветски преброявания.